# گلوآبی

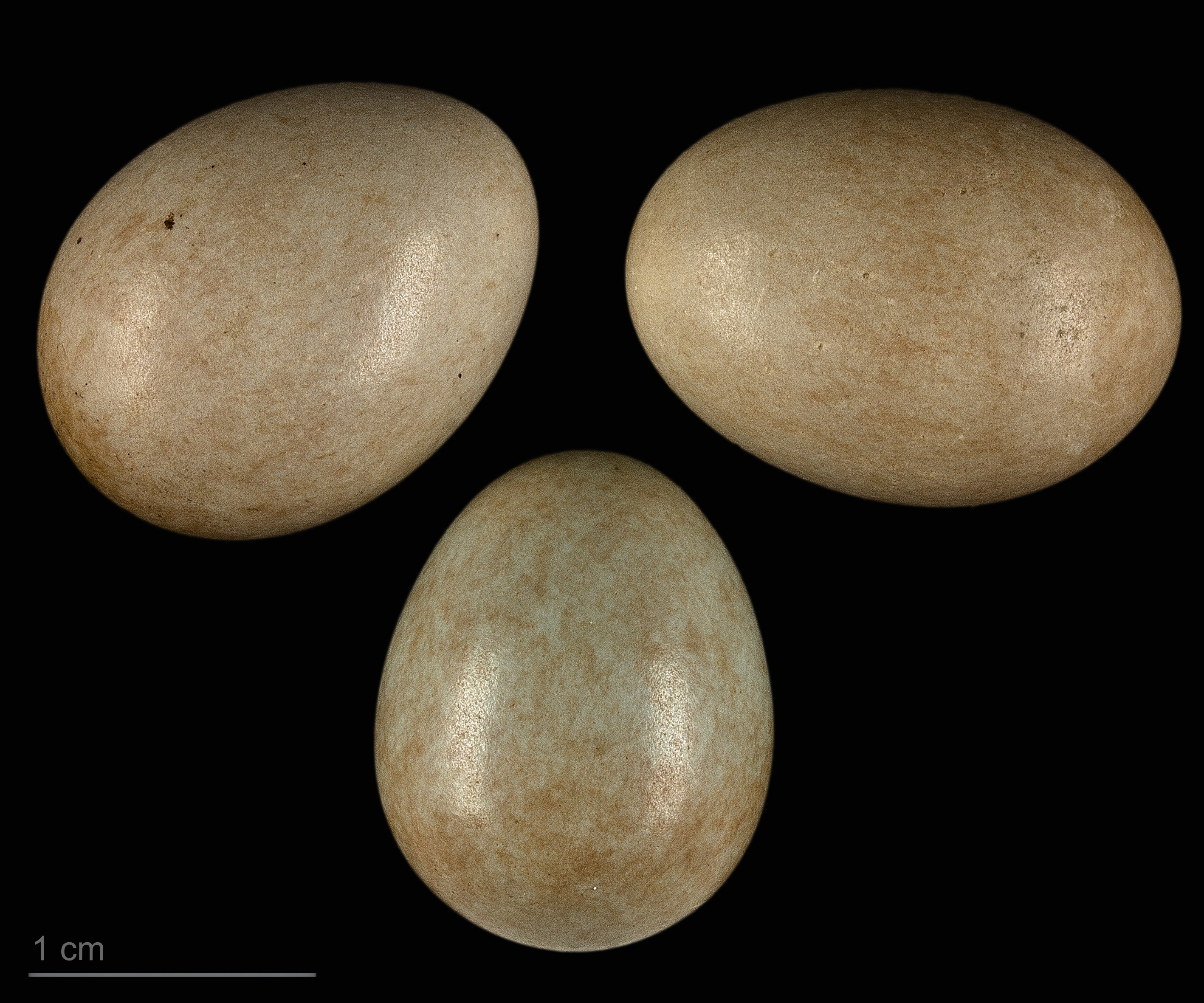
Luscinia svecica cyanecula

گلوآبی یا عندلیب گلوآبی پرنده‌ای است از خانواده مگس‌گیران (Muscicapidae) از جنس هزاردستان (Luscinia).
گلوآبی پرندهٔ حشره‌خوار کوچک و مهاجری است که در درخت‌های غان یا باتلاق‌ها و نیزارهای آسیا و اروپا تخم‌گذاری می‌کند.